# Варвинська 1-ша сотня
Першоварвинська сотня — територіально-адміністративна і військова одиниця Прилуцького полку Гетьманщини з 1648 по 1782 pp.

## Історія
Виникла влітку 1648 року. За Зборівським реєстром у жовтні 1649 року включена до Прилуцького полку в складі 100 козаків. В цьому ж полку сотня перебувала весь час свого існування, аж до ліквідації у 1782 році.
Територія ліквідованої Варвинської сотні увійшла до складу Лохвицького повіту Чернігівського намісництва.

Розташування Першоварвенської сотні на мапі Прилуцького полку станом на 1781 рік.

## Населені пункти
Сотенний центр: містечко Варва, нині — районний центр Чернігівської області, Богдани, слобідка; Брагинці, село; Варва, містечко; Вороб'ївка, село; Гнідинці, село; Гурбинці, село; Дегтярі, село; Кукалівський хутір; Іванківці, село; Ігнатівка, село; Козинівський хутір; Колотівський хутір; Леляки, село; Мормизівський хутір; Озеряни, село; Остапівка, село; Савинці, село; Сазький хутір; Світличне, село; Семенівський хутір; Скнарівський хутір; Хортицький хутір; хутори: Арбеліянової Анастасії, дружини Андрія Арбеліяна; Гонзаровського Андрія, військового товариша; Кисловича Йосипа, значкового товариша; Кониського, варвинського сотника; Ладинського жіночого монастиря; Піроцького Івана, бунчукового товариша.

## Старшина

### СОТНИКИ
Антоненко Микита (1649). Ракович Михайло (1672). Моринець Ярема Савович (1676—1682). Ляшко-Тарновський Федір Іванович (1689—1694). Патока Петро (1710). Тарновський Михайло Федорович (1714—1729). Михайлів Марко (1723). Косенко Мусій (1726). Себастьянович Матвій Андрійович (1731—1735). Ладинський Павло (1736). Кониський Дмитро Григорович (1736—1753). Тарновський Михайло (1744). Барановський Андрій Іванович (1757—1763). Жила Осип Петрович (1763—1781).

### ОТАМАНИ
Мітенко Іван (?-1676.02.-?), Демченко Дацько (?-1682.05.-?), Моренець Яків (?-1694-?), Безчіпчій Семен (?-1725-?), Михайлович Марко (?-1731-?), Моренець Яків (?-1734-?), Лен Григорій (1737, нак.), Безчіпчій Григорій (?-1746-1757-?), Тарануха Тиміш, Чепурко Григорій (1761.21.06.-1782).

### ПИСАРІ
Лісовський Федір (?-1708-?), Тимофійович Іван (?-1731-1746-ран.1757), Шемет Василь (1772.16.04.-1782).

### ОСАВУЛИ
Кропива Іван (?-1734-?), Нагнойний Григорій (?-1737-1746-?), Чеберчинський Карпо (1767.10.08.-1778), Чеберчинський Іван (1778-1779-7).

### ХОРУНЖІ
Грицько (?-1682.05.-?), Хоменко Влас (?-1725-?), Нагнойненко Іван (?-1731-?), Квас Давид (?-1734-1746-?), Квас Олексій (1753.27.09.-1775), Квас Йосип (1775.7.11.-1782).